# Janet Todd
Janet Margaret Todd (n. 10 de septiembre de 1942) es una profesora y escritora galesa, principalmente reconocida por sus libros sobre Mary Wollstonecraft y Jane Austen.

## Biografía
Todd estudió en la Universidad de Cambridge y en Universidad de Florida, en donde se doctoró como especialista en el poeta John Clare. Actualmente es la profesora de literatura inglesa en la Universidad de Aberdeen y es miembro honorario del Lucy Cavendish College de Cambridge. El 1 de septiembre de 2008, asumió como presidenta de la Universidad, siendo la septuagésima persona en ocupar el cargo. 
Las investigaciones de Janet Todd se basan en la literatura y la cultura de la época de la Restauración inglesa y de los siglos XVIII y XIX. Durante una larga carrera, principalmente en los Estados Unidos y en el Reino Unido en la Universidad de Cambridge, East Anglia, Glasgow y Aberdeen, ha publicado y contribuido en más de treinta y ocho libros, principalmente sobre libros escritos por mujeres, historia cultural y desarrollo de la ficción. También editó ediciones completas de Mary Wollstonecraft (con Marilyn Butler) y Aphra Behn, además de obras individuales de mujeres tales como Helen Maria Williams, Mary Shelley, Mary Carleton y Eliza Fenwick.  
Es la editora general de la edición de Cambridge de Jane Austen, editora de Jane Austen in Context y coeditora de Persuasion the later manuscripts.

## Publicaciones recientes
Mary Wollstonecraft: A Revolutionary Life. Londres: Weidenfeld and Nicolson. 2000. ISBN 0-231-12184-9.
Esta biografía de Mary Wollstonecraft sostiene que su vida y sus cartas son su legado más duradero. Su historia fue extraordinariamente escandalosa en términos convencionales, aunque en sus propios términos siempre estaba precedida por una gran moral.
The Complete Letters of Mary Wollstonecraft. Columbia University Press. 2004. ISBN 0-713-99600-5.
Este volumen contiene la colección de toda la correspondencia conocida de Mary Wollstonecraft.
Daughters of Ireland. Nueva York: Ballantine Books. 2004. ISBN 0-345-44763-8. (publicado como Rebel Daughters: Ireland in Conflict en los Estados Unidos)
Es una biografía de Margaret King y Mary King, hijas de Robert Lord Kingsborough, señor del Mitchelstown Castle durante la época de la rebelión irlandesa. La radical Mary Wollstonecraft fue contratada como su institutriz.
The Cambridge Introduction to Jane Austen. Cambridge: Cambridge University Press. 2006. ISBN 0-521-67469-7.
Una presentación a Jane Austen, sus obras e influencias literarias, y críticas hacia sus seis novelas publicadas
Death & the Maidens: Fanny Wollstonecraft and the Shelley Circle. Londres: Profile Books; Berkeley: Counterpoint. 2007. ISBN 978-1-58243-339-4.
Biografía de Fanny Wollstonecraft, hija de Mary Wollstonecraft y media hermana de Mary Shelley.
Later Manuscripts of Jane Austen. Cambridge: Cambridge University Press. 2009. ISBN 978-0-52184-348-5.
Editado con Linda Bree. Este volumen reúne, por primera vez, todos los manuscritos literarios escritos por Jane Austen cuando era adulta, junto con cartas sobre el arte de la ficción y su registro de las respuestas a sus novelas.